# گلنوار هایتس (فلوریدا)
گلنوار هایتس (به انگلیسی: Glenvar Heights) یک منطقهٔ مسکونی در ایالات متحده آمریکا است که در شهرستان میامی-دید، فلوریدا واقع شده‌است. گلنوار هایتس ۱۱٫۴ کیلومتر مربع مساحت و ۱۶٬۲۴۳ نفر جمعیت دارد و ۴ متر بالاتر از سطح دریا واقع شده‌است.